# 赤きエンザ
『赤きエンザ』（あかきエンザ）は、井上桃太による日本の漫画作品。『別冊コロコロコミック』（小学館）にて、2006年10月号から2008年にかけて連載された。第58回小学館新人コミック大賞児童向け部門受賞。

## あらすじ
最強戦闘一族「赤獅子」の生き残りのエンザが強くなるための旅を描いている。新時代冒険バトル物語。

## 登場人物
エンザ
本作の主人公。15歳。最強戦闘一族「赤獅子」の生き残りで、強くなるために旅をしている。口が悪いが困っている人は放っておけない。8歳の時に育て親であるラーシャが何者かに殺される。その後いなくなっていた双子の弟エンキと7年ぶりに再会する。戦闘の際に機転がきき、炎の出る剣に頼らずとも、蹴り頭突きパンチなどで戦うことができる。リンを片手で持ち上げられるほどの腕力を持つ。背が小さいことを気にしている。炎の一族のため魚と水が嫌い。好きな食べ物はカツ丼である。どんぶり4杯完食した後におかわりを頼むほど、よく食べる。お腹が空くとヘロヘロになる。朝は弱く、リンに起こしてもらうことが多い。
リン
賞金稼ぎ。16歳。ブルータスの一味に追われている時にエンザに助けてもらう。「賞金稼ぎの女の子の一人旅だなんて物騒だし、エンザと一緒だと心強いから」という理由でエンザとともに旅をしている。両親は盗賊によって殺され、故郷もなくしているが、「誰かがやらなきゃこの世界は変わらない！」と前向きに頑張っている。方向オンチ。木の根につまづいたり自分の脚が絡まってこけたりするドジだが、パニック状態になると無意識でブラット団の部下11人を1人で倒したりする。リンのかかと落としはエンザでも声が出ないほど痛い。椅子を投げたり、瀕死状態のエンザを背負って街まで助けを求めたりと力持ち。野宿やロマンのない男は嫌い。
エンキ
エンザの双子の弟。15歳。エンザと同じく「赤獅子」の力を持っている。本が好き。8歳の時、ジークに「ついてこなければ仲間を全員ラーシャと同じ目にあわせる」と脅され従う。エンザより剣の実力は上であり、【獅子の爪痕】を使うことができる。エンザと再会したことで、エンザにイビルネストについて忠告しにきたり、たかられている男の子を助けたりと昔の優しいエンキに戻りつつあった。エンザに対しては照れ屋。
ハク
水を司る「青龍一族」。17歳。アクアエリアにいる。チンピラに殴られそうになっていたリンを助ける。かねてより最強戦闘一族である赤獅子と手合わせしたがっていた。そのためエンザをつけまわしており、ストーカーといじられる一面も。【龍王円舞】【飛龍水剣】【水牙】を使うことができる。
ライ
雷を司る「雷猿一族」。13歳。森で遭難しかけたエンザとリンを村まで案内する。リンには興味を持っているが、エンザには喧嘩をふっかけている。スピードはあるが力はてんで弱い。雷を浴びるとパワーアップする。【雷光光来】を使うことができる。赤獅子の最大奥義について知っている。
ジーク
盗賊集団イビルネストのリーダー。エンキを救おうとしたラーシャを殺す。エンキを手塩をかけて育てる。裏切り者に容赦しない。爪の手入れを怠らない。三つ編みはエンキが編んでいる。
ラーシャ
赤獅子の若頭である父親が遠征で留守にしがちなので、世話役として雇われた。エンザとエンキには母親がおらず、ごはんを作ったり洗濯物したり、エンザとエンキの特訓を応援したりと良い育て親だった。エンキを救おうとしてジークに殺される。
キース
エンザ同様「赤獅子」の生き残り。
ヤマト
エンザの父、赤獅子の若頭でシンバに殺される。これがきっかけで赤獅子は全滅したと思われている。
シンバ
冷酷、非道、銀髪のシンバ。盗賊「ブルータス」の頭、エンザにより傷を負ったヤマトを殺す。このことがきっかけで赤獅子は盗賊に狩られ続け全滅したと思われている。リンと出会ったばかりのエンザに倒される。賞金5千万は街の復興のために寄付された。
ケイタ
重い病気を抱えるユキの兄。妹の手術代のためにお金を盗み、窃盗団マグファミリーにお金を渡していた。両親はいない。エンザがマグファミリーのマグダレンを倒した賞金をメシ代だと渡され、そのお金で妹の手術を成功させた。最終回に空を見上げる兄妹の姿が描かれている。
ルカ
お腹が空きすぎでブドウを盗み食いしたエンザを棒で叩く。エンザに摘み上げられても動じず父を呼び、エンザをブドウ代分働かせようとする。収穫祭でワインを提供する農家の娘である。ワインを盗みにきたブルータスの一味を止めようとするなど、正義感が強いところがある。
ジャン
イビルネストの一員。収穫祭でワインを盗みに来るが、エンザに阻止される。エンキのことを知っている。